# Bissau

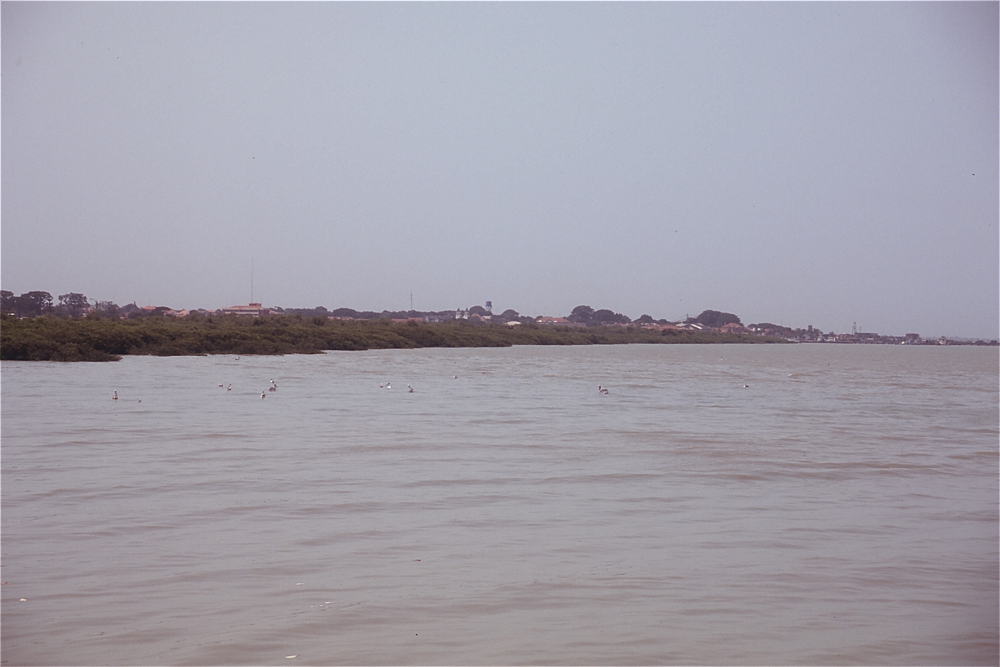
Bissau nhìn từ Rio Gêba

Bissau là thành phố thủ đô của Guinea-Bissau. Thành phố có ranh giới chung với khu vực tự trị Bissau. Trong năm 2007, thành phố có dân số ước tính 407.424 người theo các Instituto Nacional de Estatística e Censos (Viện Thống kê và Điều tra dân số quốc gia). Thành phố nằm bên cửa sông Geba đổ ra Đại Tây Dương, và là thành phố, cảng chính, trung tâm hành chính, cũng như trung tâm quân sự lớn nhất của đất nước.
Thành phố được thành lập năm 1687 bởi Bồ Đào Nha như là một cảng công sự và trung tâm thương mại. Năm 1942, nó đã trở thành thủ đô của Guinea thuộc Bồ Đào Nha. Sau khi tuyên bố độc lập bởi những người du kích chống thực dân của PAIGC vào năm 1973, thủ đô thực tế vùng lãnh thổ độc lập được tuyên bố là Madina do Boe, nhưng Bissau vẫn là thủ đô của các khu vực Bồ Đào Nha-bị chiếm đóng, và thủ đô de jure của toàn bộ Guinea Bồ Đào Nha. Khi Bồ Đào Nha công nhận sự độc lập của Guinea-Bissau và kéo ra vào năm 1974 do cuộc đảo chính quân sự ngày 25 tháng 4 tại Lisbon, hai vùng lãnh thổ sáp nhập và Bissau trở thành thủ đô của nhà nước độc lập mới. Thành phố này được biết đến vì lễ hội carnival thường niên của nó.